# Arthur C. Nielsen
Arthur C. Nielsen (Chicago, 5 settembre 1897 – Chicago, 1º giugno 1980) è stato un ingegnere, ricercatore di mercato e uomo d'affari statunitense.
Creò i sondaggi Nielsen per la televisione in qualità di fondatore dell'omonima azienda.

## Biografia
Arthur Charles Nielsen nacque a Chicago. Frequentò l'Università del Wisconsin-Madison, ove ottenne il baccalaureato, summa cum laude in ingegneria elettrotecnica nel 1918. Fu membro della fratellanza Tau Beta Pi, della Sigma Phi Society e capitano della squadra di tennis varsity dal 1916 al 1918. Successivamente prestò servizio nella U.S. Naval Reserve.

### Carriera
Nielsen lavorò come ingegnere elettrotecnico per la Isko Company dal 1919 al 1920 e per la H. P. Gould Company, sia a Chicago, dal 1920 al 1923. Fondò la AC Nielsen nel 1923, così facendo entrò nel nuovo campo della ricerca di mercato. Questo riguardava: (1.) prove di mercato per i nuovi prodotti per determinare la loro vitabilità economica prima di affrontare costosi marketing e produzione di massa; (2.) misurare le vendite dei prodotti a campione per determinare la quota di mercato. Accurati campionamenti statistici erano cruciali per questo processo. Le tecniche sviluppate da Nielsen erano specialmente importanti per un'efficiente operazione di mercato prima dell'introduzione delle reti di computer che negli anni 1990 consentiranno un continuo e completo monitoraggio delle vendite tramite i venditori al dettaglio. Nielsen fu anche un pioniere nello sviluppo di metodi of misura dell'audience delle trasmissioni radio e televisive, in particolare i Nielsen ratings.
Nielsen inaugurò un Indice Nazionale Radio per trasmittenti e operatori pubblicitari nel 1942, seguito da un servizio di valutazione televisiva nel 1950. Al momento del suo decesso, i ricavi della compagnia ammontavano a 398 milioni di dollari USA all'anno.

### Vita privata
Con il figlio Arthur Nielsen Jr. vinse a tennis il titolo nel doppio U.S. Father and Son nel 1946 e nel 1948. Fu inserito nella International Tennis Hall of Fame nel 1971 per i suoi contributi a questo sport. L'Università del Wisconsin gli riconobbe un Dottorato onorario in Scienze (ScD) nel 1974. Nielsen fu nominato Cavaliere dell'Ordine del Dannebrog (Ridder af Dannebrog) nel 1961 dal governo della Danimarca.
Nielsen e sua moglie Gertrude (†1998) donarono il Nielsen Tennis Stadium all'Università del Wisconsin–Madison. Nel 1990, la famiglia A.C. Nielsen fece una donazione a UW-Madison per creare il A.C. Nielsen Center for Marketing Analytics and Insights, che fornisce MBA, MS e programmi certificati in ricerche di mercato, informazioni sui consumatori e analisti. È il solo programma di ricerche di mercato a tempo pieno negli Stati Uniti. Un piccolo centro di tennis a Winnetka (Illinois), prende da lui il nome.

## Riconoscimenti professionali
- Annual Advertisement Awards Committee, 1936
- Chicago Federated Advertisements Club, 1941
- American Marketing Association, 1951 e 1970
- Hall of Fame in Distribution nel 1953
- International Advertisement Association, 1966